# Plancher-Bas
Plancher-Bas – miejscowość i gmina we Francji, w regionie Burgundia-Franche-Comté, w departamencie Górna Saona.
Według danych na rok 1990 gminę zamieszkiwały 1644 osoby, a gęstość zaludnienia wynosiła 56 osób/km² (wśród 1786 gmin Franche-Comté Plancher-Bas plasuje się na 96. miejscu pod względem liczby ludności, natomiast pod względem powierzchni na miejscu 37.).